# Fantomas contre Scotland Yard
Pour les articles homonymes, voir Fantômas (homonymie).
Série Trilogie Fantomas
Fantomas se déchaîne
(1965)
Pour plus de détails, voir Fiche technique et Distribution.
Fantomas contre Scotland Yard est un film franco-italien réalisé par André Hunebelle et sorti en 1967. Après Fantomas (1964) et Fantomas se déchaîne (1965), il s'agit de l'ultime volet de la trilogie consacrée à Fantômas, le génie du crime.
Fantômas contraint les plus grandes fortunes de la planète, officielles comme illégales, à lui reverser un « impôt sur le droit de vivre ». Face à ce chantage, le richissime lord Edward Mac Rashley invite dans son château en Écosse le commissaire Juve, son adjoint l'inspecteur Bertrand, le journaliste Fandor et sa fiancée Hélène, afin de traquer une nouvelle fois le criminel. Par ce cadre empreint de mystères, les scénaristes se rapprochent du romanesque et du macabre de l'œuvre littéraire de Pierre Souvestre et Marcel Allain, s'éloignant du modernisme à la James Bond.
Jean Marais, Louis de Funès, Mylène Demongeot et Jacques Dynam reprennent leurs rôles des deux premiers films, rejoints par Jean-Roger Caussimon en lord écossais. Le film est tourné entre octobre et décembre 1966 presque entièrement en France, au château de Roquetaillade et dans la forêt de Fontainebleau, puis en studios ; seuls de rares plans de paysages sont véritablement filmés en Écosse. Les vedettes Marais et de Funès ont des différends sur l'ampleur de leurs rôles et le ton du film.
Fantomas contre Scotland Yard, sorti en mars 1967, remporte un grand succès international, quoique moindre que les précédents films, réunissant notamment 3,5 millions d'entrées en France et 34,3 millions d'entrées en URSS. Les critiques sont sévères, pointant du doigt le scénario, la réalisation et la place grandissante accordée à Louis de Funès, bien que sa prestation soit saluée. Ce dernier film le laisse occuper l'essentiel des scènes et s'oriente franchement vers la comédie, au détriment de Jean Marais et son double rôle. Malgré la popularité de ces Fantomas, un projet de quatrième opus, en Russie, est abandonné.

## Synopsis

Affiche japonaise du film.

Fort de ses méfaits passés, Fantômas a l'idée d'extorquer par la menace, aux individus les plus fortunés de la planète, un « impôt sur le droit de vivre ». Edward Mac Rashley, un richissime lord écossais, subit ce chantage. Le commissaire Juve, son adjoint l'inspecteur Bertrand, le journaliste Fandor et sa fiancée Hélène, dépêchés par le grand quotidien Le Point du Jour, sont invités dans son château pour confondre le coupable. Sous les traits d'un ami intime de Mac Rashley qu'il vient d'assassiner (sir Walter Brown), Fantômas tue le lord écossais. Puis il endosse son apparence, à l'insu de tous. De plus, il fait passer Juve pour fou en déposant dans sa chambre, puis en les subtilisant peu après, les cadavres de ses deux victimes.
Fantômas découvre que pour lui résister, les riches se sont associés à des malfaiteurs. Il organise une chasse au renard, pendant laquelle il enlèvera plusieurs victimes de son chantage. Lors d'une bagarre il est démasqué par André Berthier, secrétaire du châtelain, secrètement épris de Lady Mac Rashley - en fait sa complice - désireuse de supprimer son époux. Hélène assiste au meurtre de Berthier. Fantômas lance des sbires à sa poursuite ; elle est sauvée in extremis par Fandor, qui capture l'un d'entre eux. Fandor et Hélène se réfugient avec lui dans une cabane isolée, en pleine forêt. Ils apprennent les manœuvres de Fantômas. Par la bouche de leur prisonnier, ils font croire au criminel qu'il les a supprimés.
Capturés, Juve et Bertrand sont conduits au repaire de Fantômas, dans les sous-sols du château. Le malfaiteur, qui a repris sa véritable apparence, charge Juve d'informer Mac Rashley que le lendemain à minuit, il doit lui remettre au nom des riches, sous peine de mort, un million de dollars en diamants. Malgré la réprobation de son subordonné, Juve accepte de se rendre complice du criminel. Il transmet l'ultimatum au lord écossais, sans se douter qu'il n'est autre que Fantômas. Il lui explique même le fonctionnement du système d'alarme qu'il a fait installer pour capturer son ennemi. Peu avant minuit, Juve remet au châtelain un coffret contenant la rançon demandée ; à cette occasion, il tente de subtiliser une pierre précieuse ; Bertrand l'en empêche. Il gagne une pièce voisine, pour monter la garde avec son adjoint. Fantômas, qui a repris les traits du maître des lieux, reçoit la visite de Lady Mac Rashley. Elle le menace d'un pistolet avant d'arracher son masque : c'est Hélène, rejointe peu après par Fandor. Fantômas déclenche le signal d'alarme. Aussitôt accourus, Juve et Bertrand pointent malencontreusement leur arme dans le dos de Fandor et d'Hélène. Profitant de la confusion, Fantômas entre dans la cheminée. Une porte blindée  se referme derrière lui. De l'âtre s'échappe une épaisse fumée dans un bruit assourdissant : le malfaiteur s'enfuit en fusée. Des avions de chasse décollent. L'un d'eux abat la fusée en plein vol. Le commissaire Juve et ses compagnons exultent, croyant leur ennemi juré enfin mort. Toujours sous les traits du lord écossais, Fantômas roule en fait tranquillement à bicyclette, le coffret de diamants posé sur son porte-bagage avant. Ses hommes de main le rejoignent en voiture, où il prend place. Le véhicule s'éloigne.

## Fiche technique
- Titre : Fantomas contre Scotland Yard
- Réalisation : André Hunebelle, assisté de Michel Wyn (deuxième équipe)
- Scénario : Jean Halain et Pierre Foucaud, d'après les personnages créés par Pierre Souvestre et Marcel Allain
- Musique : Michel Magne
- Décors : Max Douy
- Costumes : Mireille Leydet
- Photographie : Marcel Grignon et Vladimir Ivanov
- Son : René-Christian Forget
- Montage : Pierre Gillette
- Coordination des combats et des cascades : Claude Carliez et son équipe
- Affiche : René Ferracci (France)
- Production : Paul Cadéac, Alain Poiré et André Hunebelle
- Sociétés de production : Production artistique et cinématographique, Gaumont (France) ; Fair Film (Italie)
- Studios : Franstudio à Saint-Maurice
- Budget : 6,4 millions de francs[a] (soit environ 9,6 millions d'euros en 2024[1])
- Pays de production :  France /  Italie
- Langues originales : français, partiellement anglais
- Format : couleur (Eastmancolor) — 35 mm — 2,35:1 (Franscope) —  son mono
- Genre : comédie, Film d'aventure
- Durée : 105 minutes[2]
- Date de sortie : 
  - France : 16 mars 1967

## Distribution
- Jean Marais : Fantômas / le journaliste Jérôme Fandor / Sir Walter Brown / Giuseppe Luigi
  - Raymond Pellegrin : Fantômas (voix)
- Louis de Funès : le commissaire Paul Juve
- Mylène Demongeot : Hélène Gurn
- Jean-Roger Caussimon : Lord Edward Mac Rashley / Fantômas déguisé
- Françoise Christophe : Lady Dorothée Mac Rashley
- Robert Dalban : le directeur du Point du jour
- André Dumas : Tom Smith
- Max Montavon : Alexandre, un domestique
- Rita Renoir : la vedette qui descend de l'avion
- Jean Ozenne : Albert, le majordome
- Henri Serre : André Berthier, un secrétaire
- Jacques Dynam : l'inspecteur Michel Bertrand
- Henri Attal : Godfrey, l'homme à la vieille voiture
- Antoine Baud : William
- Guy Delorme : un chef de la Mafia
- Hubert de Lapparent : Richard
- Bob Lerick : un membre de la Mafia
- Rico Lopez : un membre de la Mafia
- Paul Pavel : un membre de la Mafia
- Michel Thomass : le maharadjah de Kimpura
- Roger Trapp : l'interprète du maharadjah
- Dominique Zardi : un homme de main de Fantômas (nom de code « OFF027 »)

Non crédités
- Claude Carliez : un gendarme
- Jacques Ferrière : Équipe Fer de Lance / un homme de main de Fantômas durant la scène de chasse (voix)
- Roland Giraud : un homme de main de Fantomas
- Alain Grellier : cascadeur
- Gérard Hernandez : la voix du cheval qui parle / un homme de main de Fantômas durant la scène de chasse (voix)
- Pierre Palfray : un homme de main de Fantômas
- Gilbert Servien : un membre de la Mafia
- Eric Vasberg : un gendarme

## Production

### Genèse et développement

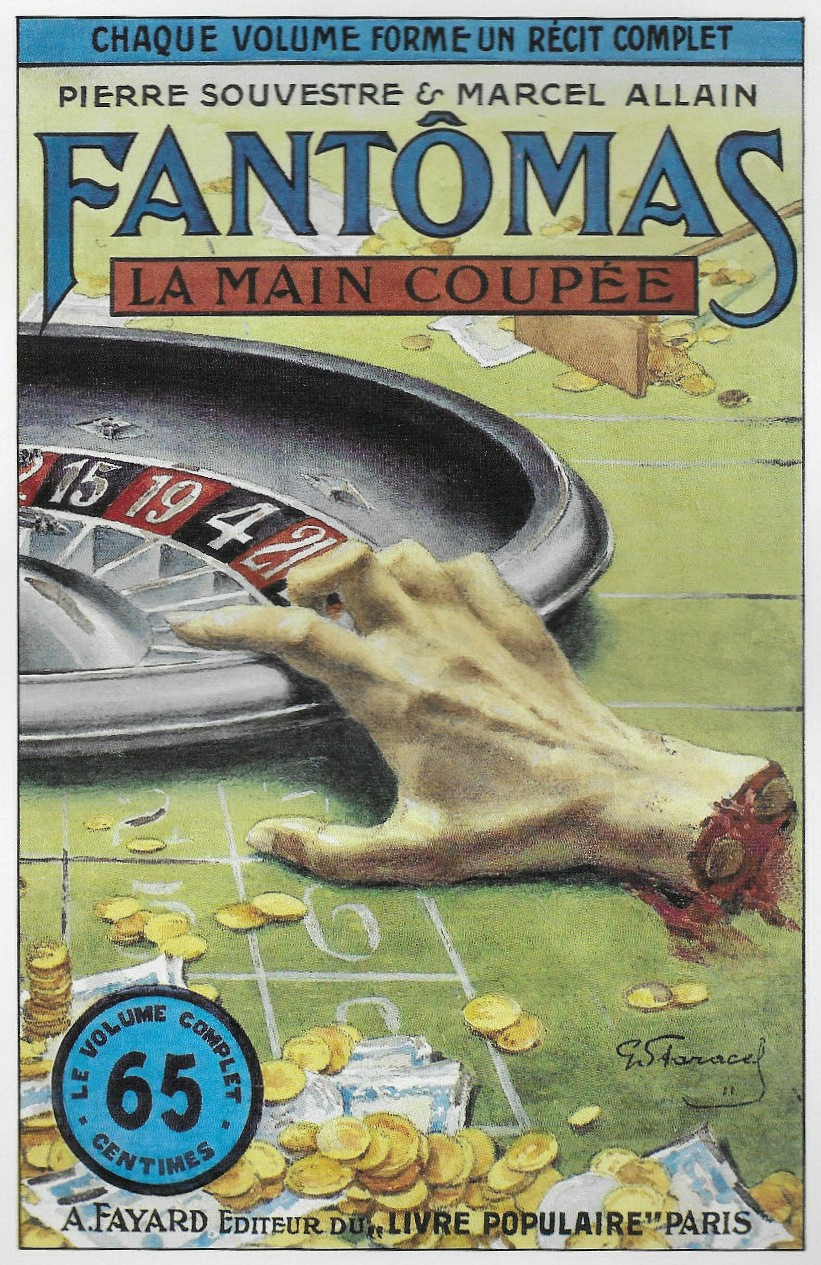
Après l'ultramoderne Fantomas se déchaîne, l'Écosse permet de retrouver le romanesque et le macabre des romans originaux.

Exhumant Fantômas, mythe de la littérature populaire de la Belle Époque, André Hunebelle réalise Fantomas (1964), suivi de Fantomas se déchaîne (1965), avec son acteur fétiche Jean Marais dans le rôle-titre,. Déjà derrière les OSS 117, Hunebelle modernise ce personnage de maître du crime emblématique des années 1910 en s'inspirant du phénomène contemporain de James Bond. Ces adaptations remportent un grand succès à leur sortie en salles, notamment grâce au numéro comique de Louis de Funès en commissaire Juve,. En juillet 1965, entre les sorties de Fantomas et Fantomas se déchaîne, dont il venait de lire le scénario, Marcel Allain, le seul auteur survivant, âgé de 80 ans, avait désavoué au détour d'un entretien ces adaptations modernes, rejetant leur ton, les idées ajoutées, la transformation de certains personnages et de l'intrigue établie au cours de ses volumes,.
Au vu des résultats des deux premiers, un troisième film est lancé. Le scénariste Jean Halain annonce au printemps 1966 : « Nous allons nous rapprocher du Fantômas traditionnel, celui des romans de Marcel Allain, et renoncer à l’esprit James Bond »,,. Le cadre écossais et sa mythologie amènent une dose de romanesque et de macabre semblable au Fantômas originel, avec des échanges de faux ou vrais cadavres, des décors truqués et l'ambiance lugubre d'un vieux château hanté,. André Hunebelle prévient ainsi qu'« il y aura quelques aspects fantastiques, car Jean Halain a eu l'habileté de situer son histoire en Écosse et d'y introduire quelques fantômes, faux bien entendu, mais qui permettront tout de même quelques effets d'épouvante ». Halain justifie ce nouveau registre : « on ne peut plus guère trouver de scènes d'action. Nous avons presque tout fait, la poursuite en voiture, en chemin de fer, en hélicoptère, bateau et sous-marin. Nous avons utilisé aussi toutes sortes de gadgets, jusqu'à la voiture qui se transforme en avion. L'intérêt du public était émoussé ».

Affiche japonaise de Fantomas se déchaîne.

L'essentiel de l'équipe artistique et technique des deux précédents Fantomas revient. André Hunebelle réalise, entouré des assistants Jean-Pierre Desagnat et Michel Wyn, à qui il laisse souvent la main. Jacques Besnard, occupé par le montage de son premier film Le Grand Restaurant, laisse son poste de réalisateur de la seconde équipe à Michel Wyn pour ce troisième opus. À nouveau, le scénario est écrit par Jean Halain, auteur de chaque film de son père, et Pierre Foucaud qui, outre les deux autres Fantomas, a scénarisé pour Hunebelle quatre OSS 117 et plusieurs films de cape et d'épée. Conscient de ne créer qu'un cinéma de divertissement sans grande ambition artistique, Hunebelle est peu rigoureux dans l'écriture de ses comédies, donne de grandes libertés à ses scénaristes et laisse ainsi tout le monde participer au scénario.
La production demeure assurée par la Gaumont (SNEG), représentée par Alain Poiré, et la Production artistique et cinématographique (PAC), société d'Hunebelle, encore une fois associés à un coproducteur italien, ici Fair Film. Un budget de 6,4 millions de francs est accordé, des moyens ainsi en augmentation de film en film (presque le quart part dans les cachets de la distribution). Les décors sont toujours de Max Douy (arrivé sur le deuxième opus), les costumes de Mireille Leydet et la musique de Michel Magne. Hunebelle travaille en famille puisque Halain est son fils et la costumière son ancienne épouse. Le maquilleur Gérard Cogan continue de concevoir les masques de Fantômas, après avoir fabriqué ceux du Bossu (1959).
Le scénario porte d'abord le nom de Fantasia pour Fantomas, puis le tournage du film est annoncé à l'automne 1966 avec pour titre La Vengeance de Fantomas, avant d'adopter le titre définitif de Fantomas contre Scotland Yard,,. Ce titre final est trompeur : Scotland Yard est le nom donné par métonymie à la police du Grand Londres, donc à une juridiction placée en Angleterre, à l'autre bout de la Grande-Bretagne et non en Écosse. Dans les années 1950 et 1960, de nombreux polars anglais comportent « Scotland Yard » dans leur titre.

### Attribution des rôles
« Pour ma part, je ne voyais pas vraiment l'intérêt de poursuivre cette aventure. La vraie vedette était de Funès. Je sentais bien que ma carrière cinématographique marquait le pas et que je devais davantage me consacrer au théâtre, où on me proposait des rôles plus consistants. J’ai fini par céder à la sollicitation d'Alain Poiré sans me faire trop d'illusions sur l'épaisseur de mon personnage, et puis je ne voulais pas laisser tomber mon ami André Hunebelle. De Funès jouissait d’une immense popularité et j'en étais très heureux pour lui. »

— Jean Marais à Jean-Marc Loubier, biographe de Louis de Funès, années 1990.

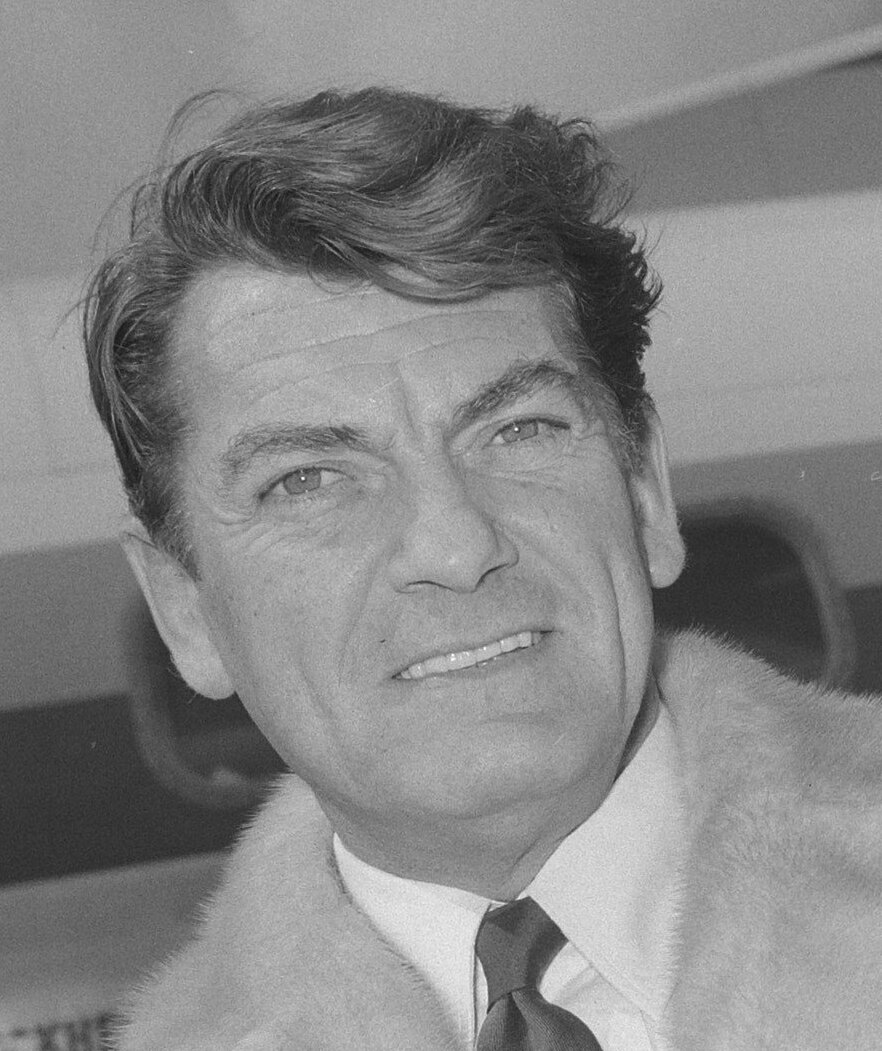
Jean Marais (ici en 1965) incarne à la fois Fandor et Fantomas, un double rôle cependant occulté par la prestation de Louis de Funès.

Louis de Funès retrouve son rôle du commissaire Juve, transformé en élément comique dans la trilogie d'Hunebelle. Il l'a adapté à son personnage de râleur, trépignant et antipathique, voué au ridicule. Outre son changement de registre et de caractère au regard de l'œuvre originale, Juve est ici le commissaire divisionnaire à la tête de la police parisienne alors qu'il n'était qu'un inspecteur de la Sûreté chez Souvestre et Allain. Les années entre les premier et dernier Fantomas correspondent à la consécration de Louis de Funès en tant que vedette comique et champion du box-office. Le Gendarme de Saint-Tropez et Fantomas en 1964 lui ont conféré un irrésistible pouvoir commercial, vite consolidé par les succès remportés par Le Corniaud, Le Gendarme à New York, Fantomas se déchaîne et Le Grand Restaurant,. En mars 1967, lorsque Fantomas contre Scotland Yard sort en plein triomphe de La Grande Vadrouille, Georges Charensol commente dans Les Nouvelles littéraires : « Après avoir végété pendant vingt ans, il a succédé en quelques mois à Jean Gabin, Brigitte Bardot ou Jean-Paul Belmondo dans le rôle de locomotive du cinéma français ».
Jean Marais rendosse son personnage du journaliste Fandor, héros de la trilogie, inscrit dans la lignée des rôles d'aventuriers intrépides, athlétiques, désinvoltes et charmeurs qu'il incarne depuis quinze ans dans des films de cape et d'épée souvent dirigés par André Hunebelle,,. En ces années 1960, il tient plutôt l'affiche de films d'action contemporains, histoires d'espionnage influencées par les James Bond, tels que les deux Stanislas, Le Gentleman de Cocody, Train d'enfer ou Le Saint prend l'affût, sans compter les Fantomas. Quoique quinquagénaire, il impressionne le public en réalisant encore lui-même ses cascades,. Elément atypique de la trilogie, Jean Marais joue aussi Fantomas, dont il aurait imaginé le masque bleu-vert ; ce double rôle requiert de longues séances de maquillage et la pose de lentilles pour modifier la couleur de ses yeux. Bien que le rôle soit illustre, la lourdeur de la transformation nécessaire gêne de plus en plus Marais, d'autant que son interprétation est dissimulée sous la voix de Raymond Pellegrin,,.
Au fur et à mesure de la trilogie, Louis de Funès prend le pas sur Marais-Fandor-Fantômas, la vraie vedette du premier film, pensé comme un film d'action semé de comédie,. Au départ, Juve n'est qu'un second rôle et ne doit pas être reconduit dans l'éventuel deuxième film. Les moments comiques de Louis de Funès convertissent entièrement Fantomas en une comédie, au détriment des scènes et de l'importance de Jean Marais,. Le succès de son personnage de Juve auprès du public, et sa popularité générale en dehors des Fantomas, convainquent les auteurs de recentrer les suites sur lui et d'approfondir la veine comique. Tête d'affiche depuis les années 1940, Marais conçoit une certaine amertume d'être dépassé par cet acteur qu'il a connu au bas de l'échelle, et de voir Hunebelle se détourner de lui,. Au fil des tournages, les rapports entre les deux vedettes sont de plus en plus tendus. L'assistant Jean-Pierre Desagnat estime leurs relations « très bonnes sur le premier film. Sur le deuxième, l'ambiance a commencé à se déliter (…). Et sur le dernier, Hunebelle s'est arrangé pour que chacun ait ses séquences, séparées, pour qu'ils ne travaillent pas trop ensemble ». Sur le plan purement financier, Louis de Funès finit par devancer Jean Marais, jusqu'alors mieux payé que lui sur les Fantomas : ce dernier reçoit au total 400 000 francs (grâce à des parts sur les recettes), tandis que de Funès bénéficie d'un cachet fixe de 500 000 francs, signe de son poids au box-office,,. Lorsque Le Film français annonce le début du tournage, Louis de Funès est cependant encore cité en troisième position de la distribution.

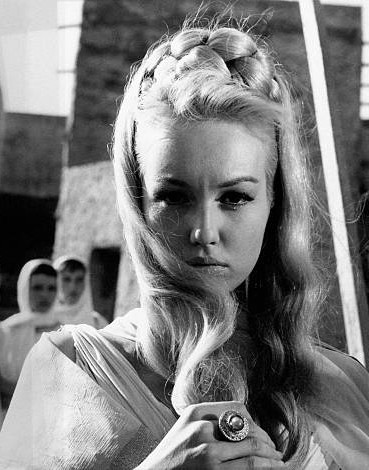
La fiancée de Fandor, Hélène, est jouée par Mylène Demongeot, ici dans L'Enlèvement des Sabines (1961).

Complétant le trio, Mylène Demongeot incarne à nouveau la photographe de presse Hélène Gurn, fiancée de Fandor,. Touche féminine indispensable à ce genre de production, Demongeot marque le rôle par sa beauté mutine, son charme, sa gaieté, sa plastique et ses toilettes, à une époque demeurant l'apogée de la carrière de l'actrice, alors estimée comme une sérieuse concurrente de Brigitte Bardot ; elle a entretemps tourné avec Hunebelle Furia à Bahia pour OSS 117 (1965). Mylène Demongeot reconnaît que son rôle est « un peu maigre » et « potiche » et s'en est confiée aux scénaristes, espérant lui donner davantage de consistance, mais ceux-ci lui ont poliment répondu que « dans ce type de productions, les rôles de jeunes premières sont ainsi… »,. Néanmoins, le personnage se démarque en partie des stéréotypes en étant une jeune femme de son temps, active, travailleuse, et indépendante financièrement, d'ailleurs intégrée dans le milieu plutôt masculin de la presse écrite. Contrairement aux rôles féminins classiques des années 1960, Hélène n'est pas que l'assistante du héros et peut devenir le moteur de l'action, bien qu'elle soit prise pour une idiote par les personnages masculins.
L'acteur et poète français Jean-Roger Caussimon interprète le lord écossais Edward Mac Rashley et tient le rôle de Fantômas lorsque le maître du crime prend l'identité de Mac Rashley, lui conférant une effrayante raideur,,. Caussimon avait tourné avec Marais dans Pleins feux sur Stanislas (1965). L'épouse Mac Rashley est jouée par Françoise Christophe, déjà apparue dans une autre adaptation de 1947. Son amant le secrétaire André Berthier est incarné par Henri Serre, connu pour être Jim dans Jules et Jim (1962).
Autour de son personnage, Louis de Funès complète sa bande de partenaires familiers. Jacques Dynam revient dans son second rôle de l'inspecteur Bertrand, faire-valoir du commissaire Juve ; Louis de Funès l'a entretemps employé dans Le Grand Restaurant. Dynam apparaissait lui aussi dans le Fantômas de 1947. Les deux assistants de Juve, joués par Christian Toma et Michel Duplaix, ne sont pas vus dans ce troisième film,. Proche de la vedette, Max Montavon est ici Alexandre, un domestique du château, après être apparu dans un autre rôle dans Fantomas,,. Le distingué Jean Ozenne, vu dans Le Grand Restaurant, campe le majordome dont le flegme offre un contraste avec les outrances funésiennes,,.
Robert Dalban, habitué des productions de son ami Alain Poiré, reprend brièvement son rôle de directeur du journal où travaillent Hélène et Fandor,. Troisièmes couteaux récurrents, Henri Attal est l'ahuri écossais Godfrey et Dominique Zardi le sbire de Fantomas capturé par Fandor et Hélène ; tous deux campaient des hommes de main de Fantomas tués par les cigares-pistolets de Juve dans le deuxième film,. Guy Delorme, fréquemment employé par Hunebelle pour son visage de « méchant », joue un mafioso. Michel Thomass tient le rôle du maharadjah de Kimpura lors de la réunion des milliardaires ; d'origine russe, le comédien s'exprime dans sa langue maternelle lorsque son personnage parle et non en hindi. André Dumas est ici Tom Smith, inspecteur de Scotland Yard, après un petit rôle dans Fantomas. Rita Renoir, célèbre stripteaseuse du Crazy Horse Saloon, tient le bref rôle de la star attendue par une foule de photographes à la descente de l'avion, Juve croyant que cet accueil lui est destiné.

### Tournage

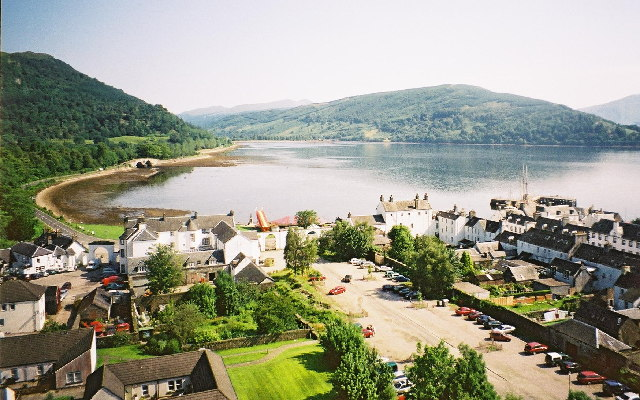
Le village écossais d'Inveraray, où sont tournés les plans du générique, les seuls à avoir été tournés en Écosse.

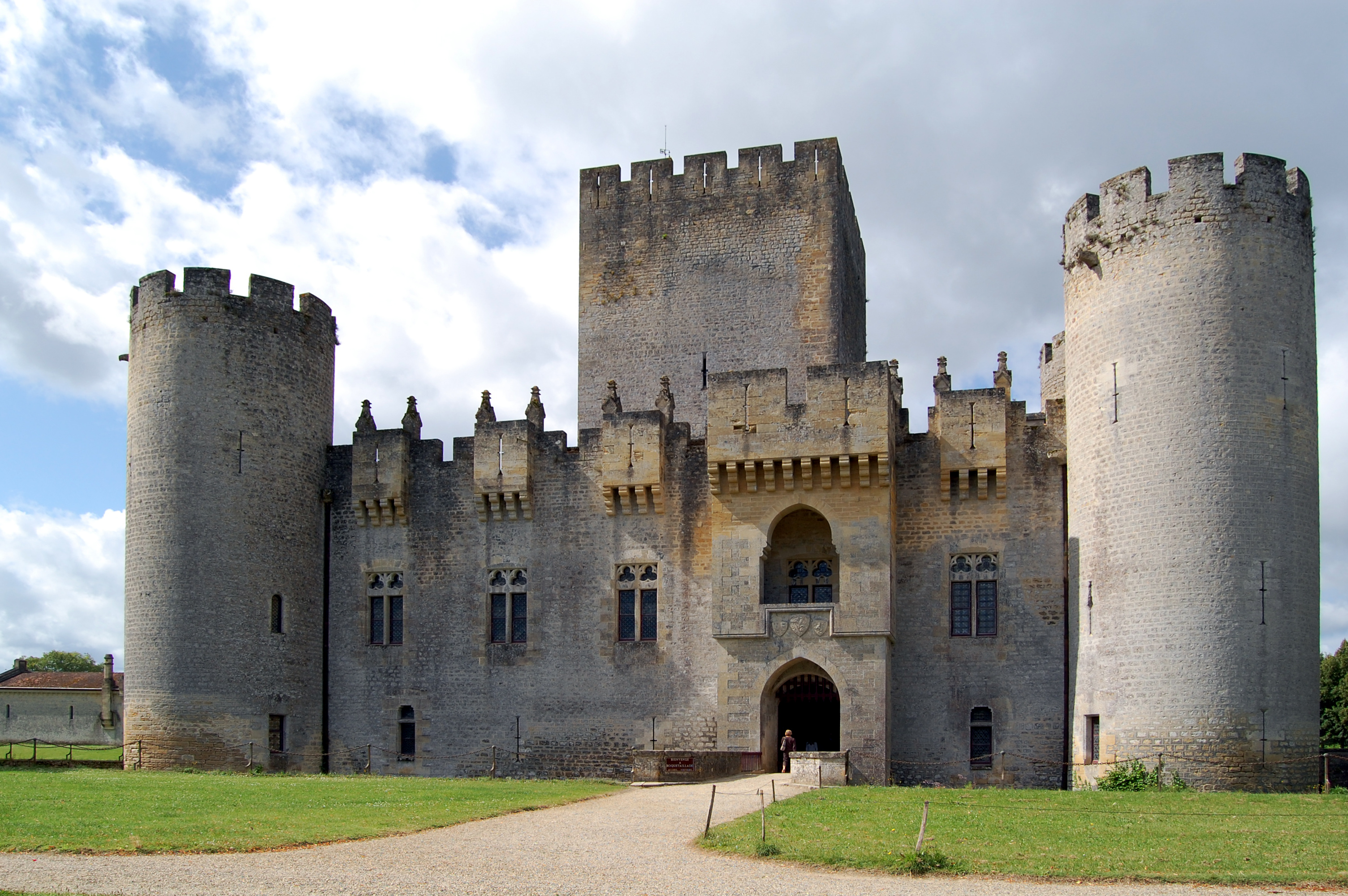
Le château de Roquetaillade, en Gironde, sert de décors extérieurs au château écossais de Lord Mac Rashley.

- Dans ce dernier opus de la trilogie, Jean Marais dépassait la cinquantaine et avait beaucoup de mal à réaliser ses cascades. Claude Carliez, le coordinateur des cascades et combats du film, a déclaré : « Il y avait une tour de 15 mètres à grimper et j'ai dit : - « Écoute, Jean, si tu n'arrives plus à grimper arrête-toi ! » et finalement il a continué. Il est allé au bout de ses 15 mètres. Avec Jean on pouvait faire des choses merveilleuses »[réf. nécessaire].
- Seuls les plans du générique ont été tournés en Écosse, à Inveraray près de Glasgow et à Edimbourg. Contrairement au film précédent Fantomas se déchaîne, qui avait permis à toute l'équipe d'apprécier Rome, aucun acteur n'a quitté le territoire français et le tournage s'est déroulé dans une Écosse factice puisque la demeure ancestrale de Lord Mac Rashley est en réalité le château de Roquetaillade, situé en Gironde. L'intérieur du château a été reconstitué aux studios de Saint-Maurice et les scènes de chasse à courre ont été tournées en forêt de Fontainebleau.
- C'est sans doute cette différence de lieu de tournage qui explique pourquoi, alors que la voiture dans le générique roule bel et bien à gauche, celle à partir de 17:08 et celle dans la scène finale roulent à droite de la route et ont le volant à gauche à rebours des normes britanniques.

#### Lieux de tournages
- Écosse
  - À Inveraray près de Glasgow
  - Édimbourg

- Angleterre
  - Piccadilly Circus, Londres

- France
  - Château de Roquetaillade
  - Forêt de Fontainebleau
  - Île-de-France

#### Véhicules
- Austin A110, A152, FX4.
- Triumph Herald 1200.
- Rolls-Royce Silver Cloud III.
- Citroën DS 19.
- Ford Model T, Zodiac, Ford Zephyr, Consul Cortina MkI, Consul Corsair, Ford Anglia.
- Renault 4, 10 Major, R8 Gordini, 1000 kg Fourgon Tôlé Grande Capacité [R2065].
- Rover P6 (Rover 2000 (en)).
- La scène de la cascade aérienne, après la chasse au renard, met en scène un avion de tourisme à immatriculation française Morane-Saulnier MS.502 Criquet c/n 389[16].

### Bande originale

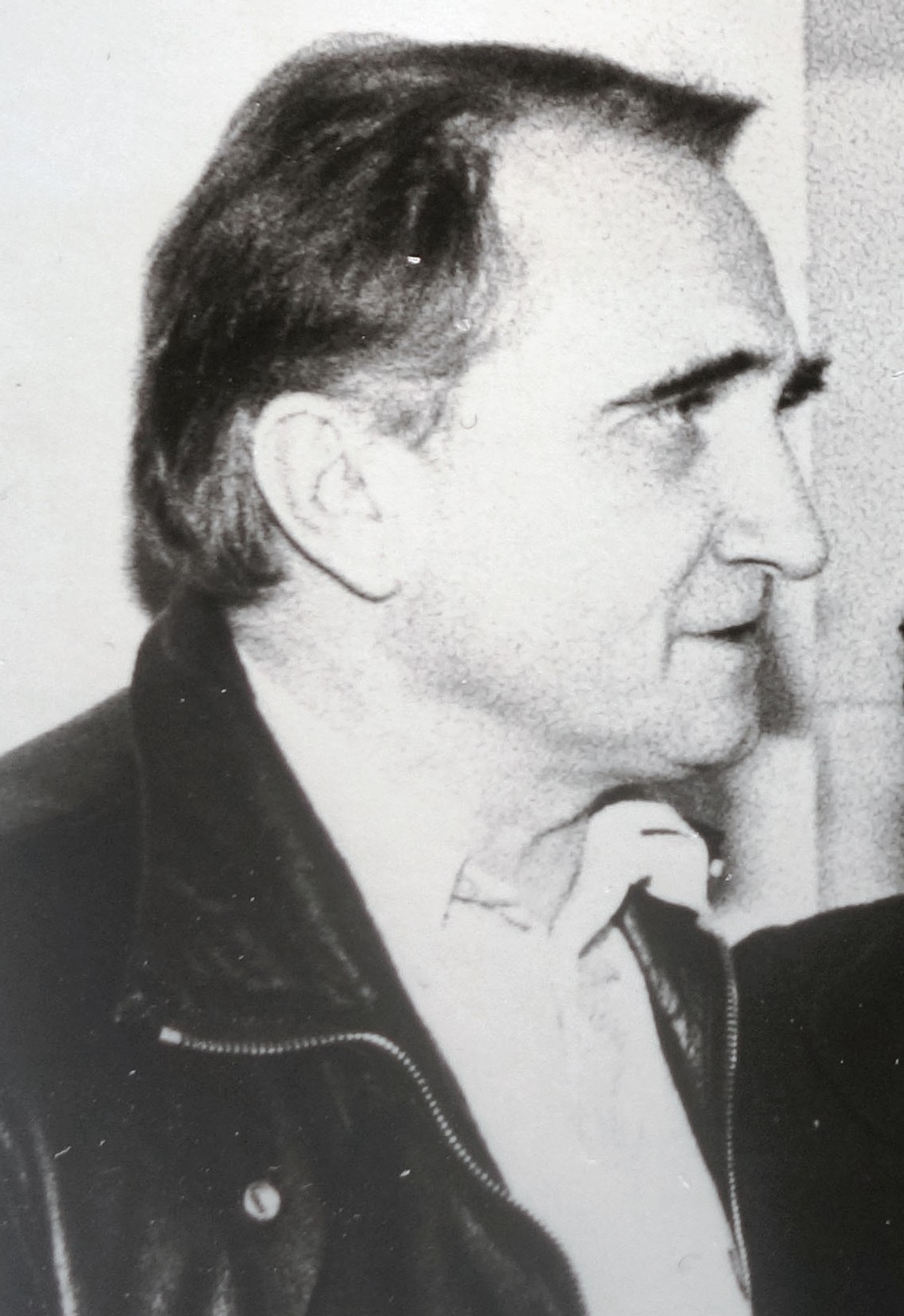
Michel Magne, compositeur de la bande originale de la trilogie Fantomas, ici en 1980.

Comme pour les deux précédents Fantomas, Michel Magne compose la bande originale de Fantomas contre Scotland Yard,. Artiste prolifique et demandé en ces années 1960, il a également mis en musique pour André Hunebelle à la même époque les OSS 117,. Sa composition pour la trilogie est très « jazzy », à l'instar des bandes originales des James Bond de la période,. Il reprend ses deux thèmes principaux, que Stéphane Lerouge, spécialiste de la musique de film, explique ainsi : « pour Fantômas, une ballade pour cuivres, exposée aux trombones, sombre et swing ; pour Juve, un gimmick très cartoon, pour flûte et xylophone ». Marc Lemonier estime que « le gimmick associé à Fantômas, un peu emphatique, ajoute de la séduction lugubre au personnage. De même, les petits airs guillerets qui illustrent les gesticulations de Louis de Funès donnent à celles-ci des allures de commedia dell'arte »,.
Magne ne crée pas de nouveaux thèmes pour ce troisième film mais, reflétant l'intrigue écossaise, incorpore dans ses instrumentations des trompettes et des sonneries de cors de chasse anglais (pour la scène de chasse à courre),,,. Il livre cependant d'inédites musiques d'angoisse, appropriées au mystère de cet opus, au son moderne, proche de la musique expérimentale. Il inclut également les cornemuses vues dans les images du générique,. L'universitaire Gérard Dastugue rappelle que « Michel Magne a le sens de la formule musicale (il suffit d’admirer encore la dimension opératique du final de Mélodie en sous-sol), un goût pour les audaces, les sons trafiqués, les bandes distordues… ». Le thème de Fantômas est ré-orchestré une dernière fois pour la conclusion du film,.
Aucune publication de la bande originale du film n'a lieu l'époque de la sortie en salles ou de la mort de Michel Magne en 1984,. La plupart des archives, bandes masters et partitions du compositeur ont d'ailleurs disparu dans l'incendie de son château d'Hérouville en 1969. Diverses sources sont rassemblées pour reconstituer la musique des trois films, notamment tirées des archives de la Gaumont ou de l'éditeur musical d'origine Hortensia ; plusieurs morceaux sont recomposés par Raymond Alessandrini, disciple de Magne. L'album-intégrale Fantomas / Fantomas se déchaîne / Fantomas contre Scotland Yard (bandes originales des films de André Hunebelle), fruit de ce travail de recherche, sort en 2001 dans la collection Écoutez le cinéma ! sous la direction de Stéphane Lerouge. Les pistes sont dans le désordre par rapport aux films. L'album Fantômas : la trilogie sort en 2010 en téléchargement. En 2014, quatre pistes sont intégrées à la vaste compilation Louis de Funès, musiques de films, 1963-1982 de la collection Écoutez le cinéma !,.

## Exploitation et accueil

### Accueil critique

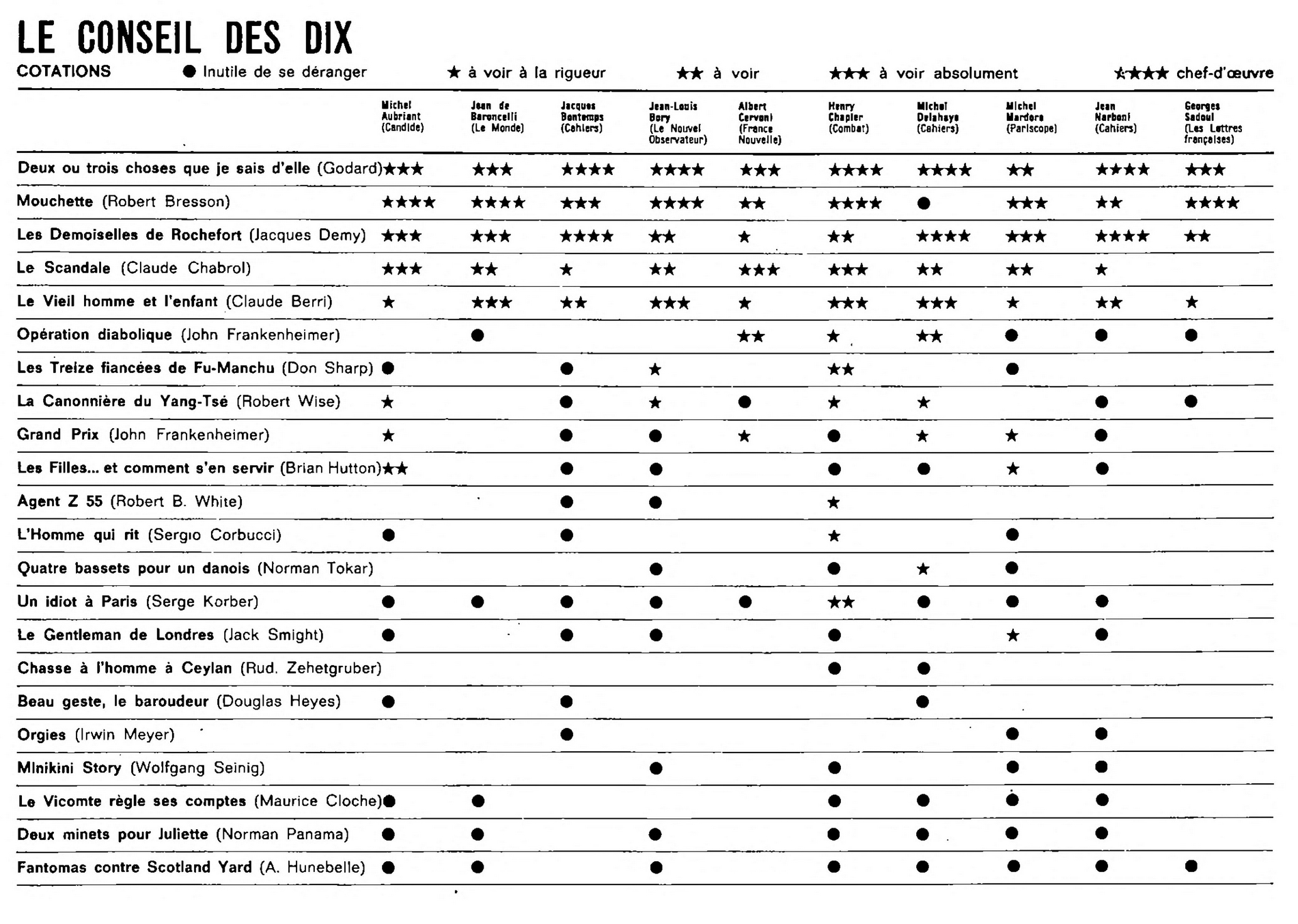
Le dernier Fantomas parmi les cotations du « Conseil des dix » des Cahiers du cinéma, délibérant un unanime Inutile de se déranger.

Fantomas contre Scotland Yard reçoit des critiques sévères, en particulier envers son scénario et sa réalisation. Dans Le Figaro, Louis Chauvet, comparant ce film à La Grande Vadrouille sorti quelques mois plus tôt, juge qu'« on peut divertir le public par des moyens beaucoup plus glorieux ». Claude Garson de L'Aurore évoque un film « très bavard » dont l'intérêt « ne réside que dans les coups de théâtre grand-guignolesques, qui se succèdent un peu lentement à notre goût » ; il n'y voit qu'un produit commercial destiné à donner du travail à ses auteurs et interprètes et s'attend à d'inévitables suites. Jean-Louis Comolli des Cahiers du cinéma fustige l'existence d'un troisième opus : « on ne dira jamais assez ni la tristesse, ni la laideur, ni l'impuissance même à divertir qui que ce soit, de ces séries-suicides où c'est à qui perd gagne entre acteurs et cinéaste. Le cinéma français va mal, et ce sont des « remèdes » de ce genre (inférieurs aux pires séries télévisées) qui l'achèvent ». Jean de Baroncelli convient dans Le Monde  que « ce cinéma-là n'a pas besoin de défenseurs : il se défend très bien lui-même ».

« À défaut de traduire l'ambiance si particulière des romans de Souvestre et Allain, cette série de films aurait pu s'inventer un style. Il n'en est rien. Les auteurs (et dans ce troisième film c'est encore plus frappant) se contentent d'appliquer des recettes. Avec soin, d'ailleurs. Un château écossais avec son parc pour les belles images (…), Jean Marais pour les poursuites à cheval et autres acrobaties, Louis de Funès pour la note comique. Tout cela mis bout à bout constitue une suite d'images agréables mais le soin — et même le goût — ne remplacent pas l'invention. »

— Claude-Marie Trémois, Télérama, 2 avril 1967.
La presse apprécie généralement la prestation livrée par Louis de Funès mais regrette que Jean Marais soit relégué au second plan,. Même Robert Chazal, soutien indéfectible de la vedette comique dans France-Soir, salue l'ensemble du trio, que ce soit les passages de son préféré — « à qui il suffit maintenant d'apparaître pour faire crouler les fauteuils » — ou les scènes d'actions de Jean Marais et Mylène Demongeot, tout en avouant que le film « s'abrite derrière le titre-masque de Fantomas contre Scotland Yard, alors qu'il devrait bien davantage s'appeler Commissaire Juve contre les fantômes ». D'autres le font remarquer avec causticité, comme La Croix pour qui « Jean Marais n’est plus que le faire-valoir de Louis de Funès » ou Le Canard enchaîné proclamant que « Fantômas cède peu à peu la place au commissaire Juve. Forcément, puisque De Funès est actuellement la vedette numéro un du cinéma français (…) J'ai cru remarquer, dans la foule de ceux qui servent la soupe à la vedette, Jean Marais »,.

« Fantômas devient un personnage de plus en plus antipathique devant un commissaire Juve de plus en plus sot, auprès de qui le gendarme bastonné par Guignol apparaît comme un modèle de finesse et de subtilité. Par bonheur cet impénitent nigaud nous est présenté sous les traits de Louis de Funès, acteur exubérant, amuseur infatigable qui rendrait une courge intelligente (et drôle). (…) De Funès peut tout faire, se substituer au scénariste, au metteur en scène, improviser des effets saugrenus, imaginer une situation, créer à lui seul un climat burlesque : il mériterait de figurer deux fois, sinon plus, au générique. Il invente une nouvelle espèce : l'acteur-auteur. »

— Louis Chauvet, Le Figaro, 22 mars 1967,.

### Box-office
Le box-office total du film s'élève à 3,5 millions d'entrées.

### Sorties à l'étranger

Une autre affiche du film au Japon.

Fantomas contre Scotland Yard sort aussi au Danemark le 19 mai 1967 sous le titre Fantomas contra Scotland Yard, en Italie en juin 1967 nommé Fantomas contro Scotland Yard, le même mois au Japon titré ファントマ ミサイル作戦, en Allemagne de l'Ouest le 20 juin 1967 intitulé Fantomas bedroht die Welt ou Fantomas gegen Scotland Yard, aux Pays-Bas le 20 juillet 1967 sous le titre Fantomas contra Scotland Yard, en Finlande le 15 septembre 1967 nommé Fantomas ja Scotland Yard ou Fantomas uhkaa maailmaa, en Turquie le 20 novembre 1967 titré Fantomanın Oyunu, au Portugal le 18 décembre 1967 intitulé Fantomas contra a Scotland Yard, en Hongrie le 1er février 1968 sous le titre Fantomas a Scotland Yard ellen, en Espagne (à Madrid) le 13 mars 1968 nommé Fantomas contra Scotland Yard, en Australie le 4 mai 1968, en Union soviétique en juillet 1968 titré Фантомас против Скотланд-Ярда, en Tchécoslovaquie en 1969 intitulé Fantomas kontra Scotland Yard, en Pologne en avril 1969 sous le titre Fantomas kontra Scotland Yard, au Mexique le 25 décembre 1969 et en Argentine le 17 juin 1971.
Le film connaît également des sorties au Brésil (O Fantasma contra Scotland Yard), en Bulgarie (Фантомас срещу Скотланд Ярд), au Canada en français et en anglais, en Grèce (Ο Φαντομάς εναντίον της Σκότλαντ Γιαρντ), aux États-Unis, en Lettonie (Fantomass pret Skotlendjardu), en Norvège (Fantomas contra Scotland Yard), en Roumanie (Fantomas contra Scotland Yard), au Royaume-Uni, en Suède (Den fantastiske Fantomas), en Ukraine (Фантомас проти Скотланд-Ярду) et en Yougoslavie (Fantom protiv Scotland Yarda en croate). Les titres internationaux anglophones sont Fantomas vs. Scotland Yard ou Fantomas Against Scotland Yard.
Fantomas contre Scotland Yard enregistre notamment 2 167 727 entrées en Espagne,. C'est encore un triomphe en URSS avec 34,3 millions d'entrées, la trilogie constituant un véritable phénomène de société là-bas, en l'absence de James Bond et des productions hollywoodiennes,,,.

## Autour du film
- Max Douy, responsable des décors, deviendra le décorateur d'un des films de la série James Bond, Moonraker.
- Un quatrième opus (Fantomas à Moscou) était prévu. Jean Marais et Louis de Funès ne s'entendaient pas et refusèrent de retravailler ensemble[3]. De ce fait, le projet n'aboutit pas. Le scénario envisageait que Fandor soit le fils de Fantômas [29].
- Carole Weisweller, dans sa biographie[ao] révèle que pour Marais, le talent comique de son rival était « fondé sur la mauvaise humeur ». À vrai dire selon elle, les deux acteurs ne faisaient pas le même métier : Marais servant les rôles qu'il interprétait, de Funès s'en servant pour tirer la couverture à lui.
- Jean-Roger Caussimon reviendra à l'écran aux côtés de Louis de Funès en 1979 dans Le Gendarme et les Extraterrestres dans le rôle de l'évêque.
- Une petite incohérence dans le scénario : lorsque Lord Mac Rashley accueille Walter Brown/Fantômas, il cite Oxford, ce qui pour un écossais, signifie l'université du même nom. Or, plus tard, il dit au commissaire Juve au téléphone, qu'il a fait toutes ses études à Paris.